# Odontol
L'odontol est un alcool traditionnel fabriqué au Cameroun à partir de vin de palme ou de maïs en grain, ainsi que de sucre et d'écorce de Garcinia lucida (essok). Il est parfois appelé « African gin » ou « hâ ». C'est un alcool très fort et peu cher, ce dernier point expliquant en partie sa popularité auprès des consommateurs.

## Origine
Son nom vient d'une marque de dentifrice vendu au Cameroun sous le nom d'Odontol. Le spot publicitaire de ce dentifrice montrait des gens souriants et riant aux éclats, état psychique qui est prêté à cet alcool.

## Fabrication
Les deux étapes de la fabrication de l'odontol sont :
- la distillation
- la rectification : séparation de l’alcool éthylique de l’alcool méthylique (toxique)

## Consommation
L'odontol est habituellement vendu servi dans un gobelet en plastique.
La consommation d'odontol entraîne régulièrement des décès, car l'odontol de fabrication « artisanale » (donc non rectifié) contient un dérivé de méthanol, produit extrêmement toxique entraînant une intoxication méthylique.

## Aspect législatif
L'odontol fut prohibé au Cameroun dans les années 1970. De nos jours, sa consommation est tolérée, bien que la loi camerounaise le considère comme étant une drogue[réf. nécessaire].